# Massa
Massa je italské město v oblasti Toskánsko, jedno ze dvou center provincie Massa-Carrara. Žije v něm přibližně 66 tisíc obyvatel.
Obec Massa leží na řece Frigido. Patří k ní přímořské letovisko Marina di Massa a nejvyšším bodem obce je Monte Tambura s 1895 metry. Prochází jí historická cesta Via Francigena.
V letech 1473 až 1859 byla centrem Vévodství Massa a Carrara, kde vládli Malaspinové. V letech 1938 až 1946 tvořila Massa s Carrarou a Montignosem jednu obec Apuania. Ekonomika města je založena na turistickém ruchu, významnými památkami jsou hrad Malaspinů, katedrála svatého Petra a Františka, vévodský palác, Villa Massoni a divadlo Teatro Guglielmi. Sídlí zde diecézní muzeum, etnologické muzeum a italská národní esperantská knihovna.
Město je známé díky produkci mramoru. Proti nadměrné těžbě vystupuje hnutí No Cav. V roce 1985 byla zřízena chráněná oblast Parco naturale regionale delle Alpi Apuane. Původní flóra je k vidění v zahradě Orto Botanico Pellegrini - Ansaldi. Z okolí města pochází značka vína Candia dei Colli Apuani.
Partnerským městem je Bad Kissingen v Německu.

## Vývoj počtu obyvatel
Počet obyvatel